# Initiation (pel·lícula de 2020)
Initiation (estilitzada com Init!ation) és una pel·lícula slasher estatunidenca del 2020 dirigida, coproduïda i coescrita per John Berardo, inspirat en el seu curtmetratge Dembanger, que es descriu com un slasher avantguardista sobre un cruel joc de xarxes socials que es va torçar sense control i té lloc en una universitat on un assassí en sèrie emmascarat mata adolescents.
És protagonitzada per Jon Huertas, Isabella Gomez, Lindsay LaVanchy, Froy Gutierrez, Gattlin Griffith, Patrick Walker, James Berardo, Bart Johnson, Shireen Lai, Kent Faulcon, Yancy Butler i Lochlyn Munro. La pel·lícula es va estrenar al Screamfest Horror Film Festival el 8 d'octubre de 2020. Va ser estrenada el 7 de maig de 2021 per Saban Films.

## Argument
Durant una festa de tornada a casa, una membre de la confraria anomenada Kylie es troba inconscient i sola en una habitació amb tres membres de Sigma Nu Pi, Beau, Dylan i Wes. L'endemà al matí, es burlen cruelment d'ella a les xarxes socials. Kylie busca ajuda de la seva companya de germandat Shayleen, que al seu torn s'acosta a Ellery, un altre membre de la fraternitat. Ellery accepta investigar, sobretot perquè Wes és el seu germà i ha estat acusat anteriorment d'agressió sexual.
Wes és assassinat per un agressor desconegut i el seu cos és descobert per Dylan i Beau. En els dies següents, el rector de la universitat Van Horn destaca en Wes la destresa de la natació i el seu potencial perdut. L'assassinat és investigat per la detectiu Sandra Fitzgerald i l'oficial Rico Martinez, el darrer dels quals descobreix que el cas anterior d'agressió sexual de Wes havia estat encobert per Van Horn. Poc després, Dylan i Beau també són assassinats per l'agressor desconegut.
Ellery assisteix a una reunió amb Van Horn, que està enfadada perquè ha estat investigant l'agressió sexual. Després de marxar, l'assassí atrapa Van Horn al seu despatx i l'assassina. Mentrestant, Ellery s'ha reunit amb Kylie i els dos són testimonis de l'assassinat, fent que l'assassí els persegueixi. La persecució resultant acaba amb les dones apunyalant l'assassí, que es revela que és Martinez, el pare de Kylie. Havia estat motivat per assassinar en Wes i els altres després de saber que la fraternitat havia comès violacions similars i altres crims, que la universitat havia encobert.

## Repartiment
- Lindsay LaVanchy com Ellery Scott
- Isabella Gomez com a Kylie
- Shireen Lai com Shayleen Zhou
- Froy Gutierrez com a Wes Scott
- Gattlin Griffith com Beau Vaughn
- Yancy Butler com a detectiu Sandra Fitzgerald
- Jon Huertas com a oficial Rico Martínez
- Lochlyn Munro com Bruce Van Horn
- Patrick Reginald Walker com a Malik
- Bart Johnson com a entrenador Miles Cooper
- Maxwell Hamilton com Tyler Harrington
- Kent Faulcon com el cap Adam Tahan
- Mel Fair com a Brett Vaughn
- Debra De Liso com Dana Thompson
- James Berardo com Dylan
- Adin Kolansky com Alvin
- Shalini Bathina com Meera Medan
- Nick Ballard com a Tad Rivers
- Betsy Hume com a Jean Reeves

## Desenvolupament
Iniciation es basa en el curtmetratge Dembanger, que Berardo va crear com a treball de classe mentre assistia a la Universitat del Sud de Califòrnia. L'encàrrec era crear un "curtmetratge que tractés del canvi social". Berardo va triar mitjans socials després de veure la facilitat amb què la gent podia crear un perfil a Facebook i com d'estès era el seu ús. El curtmetratge explorava els perills de publicar massa informació personal a les xarxes socials.
Berardo volia ampliar el curt en un llargmetratge després de veure l'estrena de la pel·lícula del 2014 Unfriended, però volia explorar el tema de les xarxes socials d'una altra manera. També volia evitar l'ús d'alguns dels slashers comuns, ja que pensava que eren "inherentment misògins; un home gegant amb una cosa afilada fàl·lica que persegueix una noia mig nua que és massa estúpida per sortir per la porta principal quan se'n va pujant les escales, és insultant."

## Llançament
Iniciation s'havia programat originalment per estrenar-se a SXSW el 13 de març de 2020, sota el títol Dembanger, però el festival es va cancel·lar a causa de la pandèmia de COVID-19. La pel·lícula es va estrenar als Estats Units al Screamfest Film Festival i la seva estrena a l'exterior al LIII Festival Internacional de Cinema Fantàstic de Catalunya
El juny de 2020, Saban Films va adquirir els drets de distribució nord-americans d' Initiation. La pel·lícula es va estrenar als cinemes i a través de plataformes digitals i a la carta el 7 de maig de 2021.

## Recepció
Al lloc web de l'agregador de ressenyes Rotten Tomatoes, la pel·lícula té una puntuació d'aprovació del 59 % basada en 29 ressenyes, amb una valoració mitjana de 5.6/10. El consens dels crítics del lloc diu: "Tot i que Iniciation lluita per equilibrar els seus objectius més agressius amb els comentaris socials de la història, aquesta maduresa afegida fa que aquest slasher sigui lleugerament retallat per sobre".
Cath Clarke, escrivint per a The Guardian, va donar a la pel·lícula una puntuació de 2 sobre 5 estrelles. Va descriure la pel·lícula com "una pel·lícula de terror descarnada i descarada que tracta el tema de l'agressió sexual al campus, elimina algunes capes de complexitat i afegeix un assassí en sèrie emmascarat armat amb un trepant elèctric", i va afegir: "Kylie, la suposada víctima, obté un parell d'escenes, necessàries per a la trama, però en cas contrari, pràcticament no hi ha interès pel que està passant." Adam Graham de The Detroit News va descriure la pel·lícula com "una oferta de terror estàndard on els nois i les noies de la fraternitat són escollits més ràpid del que pots organitzar un joc de beure cervesa". Va concloure: "No us molesteu en intentar esbrinar whodunit perquè la revelació no té sentit."
Gregory Lawrence de Collider va ser més positiu en la seva ressenya de la pel·lícula, donant-li una nota A−. El va descriure com "un thriller de terror indie únic, amb un sentit de maduresa sense precedents en la seva realització cinematogràfica i objectius temàtics, tot i que et dóna els ensurts viscerals que vols i necessites", i va concloure: "Iniciation és una meravella del gènere de baix pressupost, un thriller propulsiu però pacient que es preocupa profundament, però sense pietat, pels seus personatges."